# خیابان یافا
خیابان یافا (به عبری: רחוב יפו) (به عربی: شارع یافا) یکی از بزرگترین و قدیمی‌ترین خیابان‌های بزرگ در اورشلیم اسرائیل است.

## نگارخانه

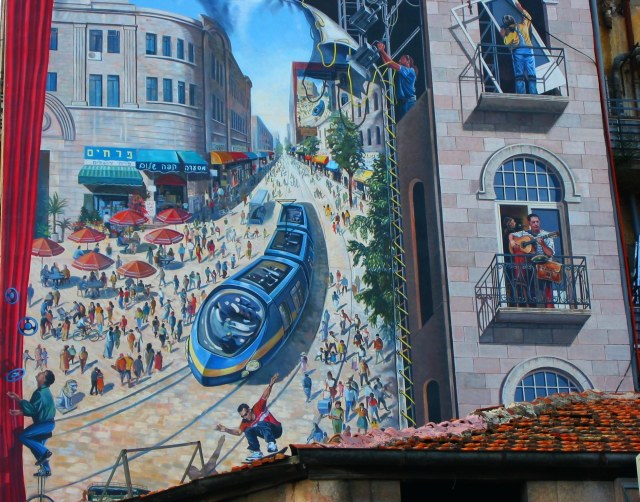
یک نقاشی دیواری که قطار سبک شهری اورشلیم را به تصویر کشیده است.
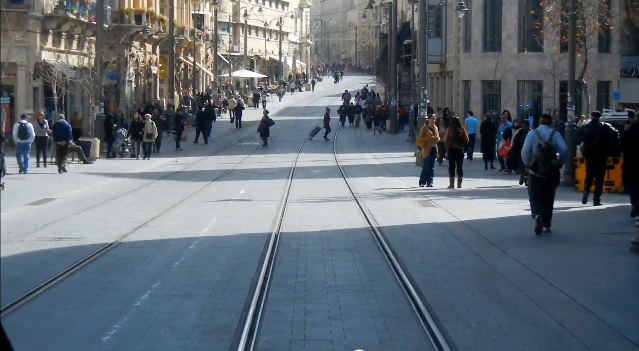
خیابان یافا اورشلیم.
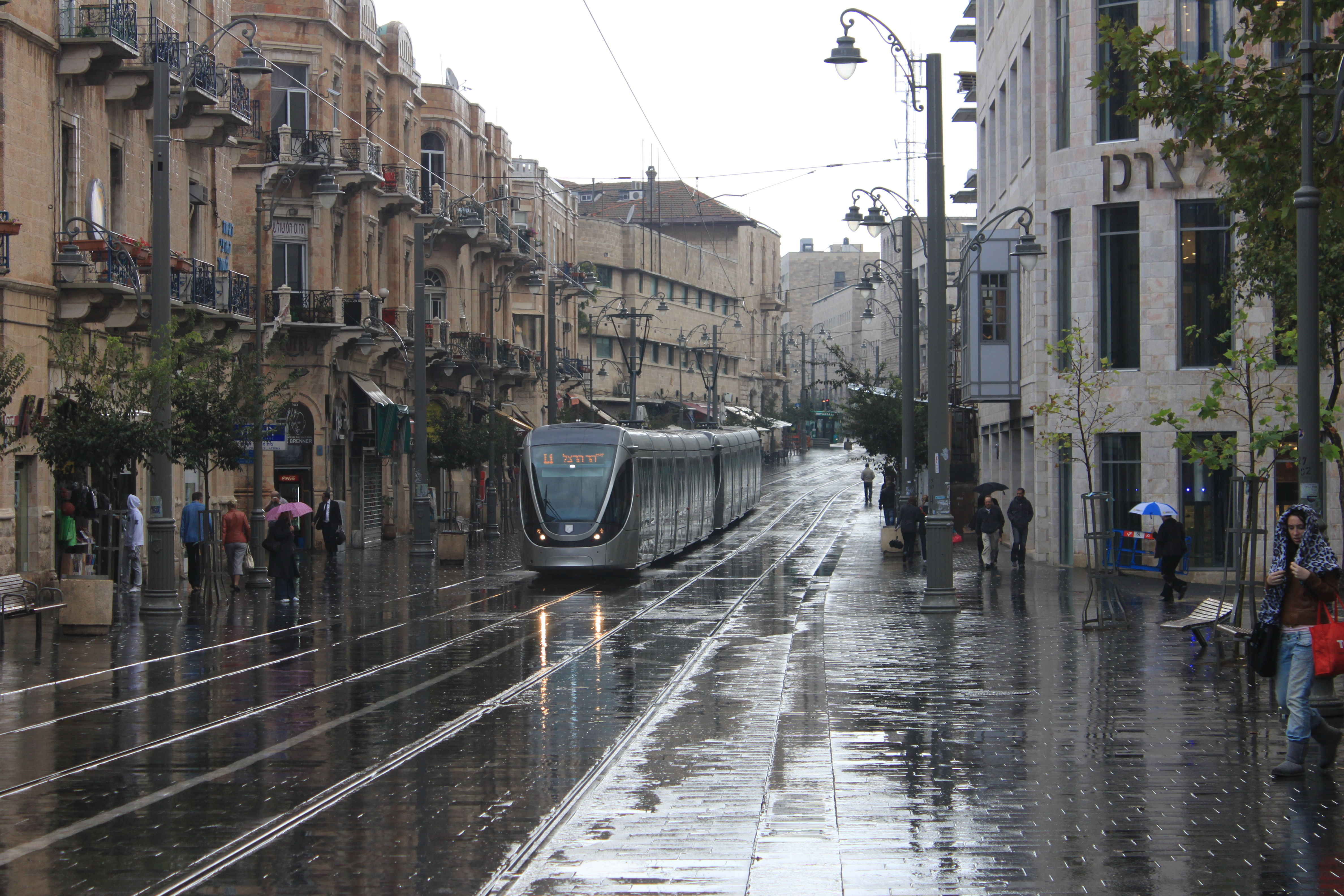
خیابان یافا در باران.
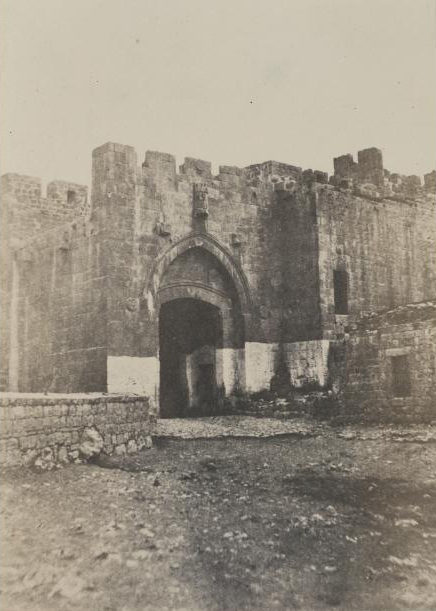
داخلی دروازه یافا در ۱۸۵۶.
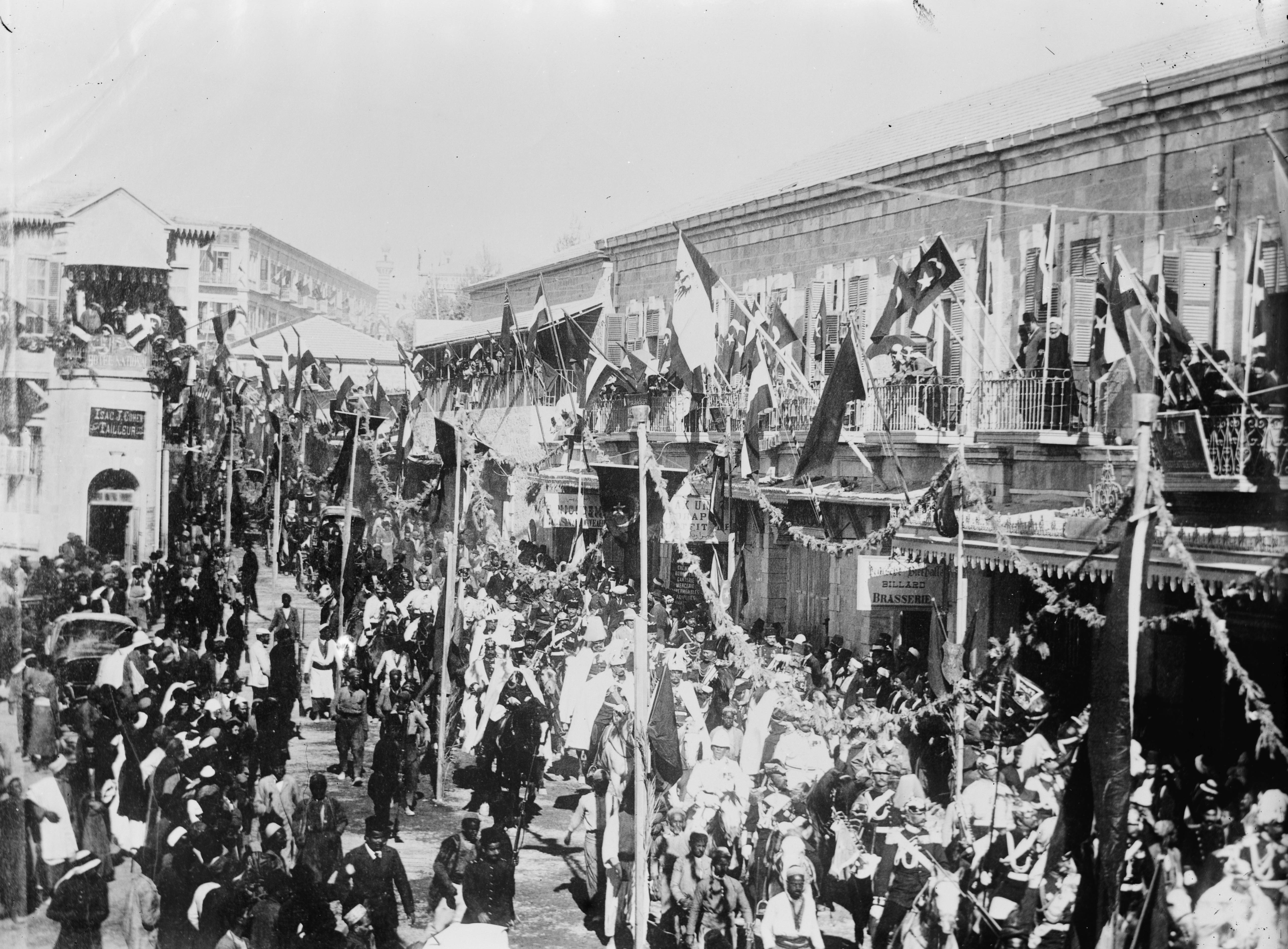
دیدار ویلهلم دوم امپراتور آلمان، ۱۸۹۸.